# Campeonato Argentino M18 2005
El Campeonato Argentino de Menores de 18 años de 2005 fue un torneo para los seleccionados M18 de las uniones regionales afiliadas a la Unión Argentina de Rugby. El torneo se llevó a cabo entre el 25 y el 29 de octubre de 2005 en las instalaciones del Club La Tablada en Córdoba, disputándose junto al Campeonato Argentino M20 de 2005. Debido a condiciones climáticas, ciertos encuentros de la última jornada se disputaron en las instalaciones del Tala Rugby Club.
La Unión de Rugby de Buenos Aires venció 22-11 en la final al seleccionado de la Unión de Rugby de Cuyo, ganando el torneo M18 por cuarto año consecutivo. Las zonas Ascenso A, Ascenso B y Desarrollo fueron ganadas por los seleccionados de la Unión de Rugby del Sur, Unión de Rugby Austral e Invitación XV, respectivamente.

## Equipos participantes
Participaron de esta edición treinta equipos: veinticinco uniones provinciales de Argentina, cuatro seleccionados sudamericanos invitados  y un seleccionado nacional de desarrollo. 
| División                   | Equipo              | Unión                                                     |
| -------------------------- | ------------------- | --------------------------------------------------------- |
| Zona Campeonato 8 equipos  | Buenos Aires        | Unión de Rugby de Buenos Aires                            |
| Zona Campeonato 8 equipos  | Córdoba             | Unión Cordobesa de Rugby                                  |
| Zona Campeonato 8 equipos  | Cuyo                | Unión de Rugby de Cuyo                                    |
| Zona Campeonato 8 equipos  | Mar del Plata       | Unión de Rugby de Mar del Plata                           |
| Zona Campeonato 8 equipos  | Rosario             | Unión de Rugby de Rosario                                 |
| Zona Campeonato 8 equipos  | Salta               | Unión de Rugby de Salta                                   |
| Zona Campeonato 8 equipos  | Santa Fe            | Unión Santafesina de Rugby                                |
| Zona Campeonato 8 equipos  | Tucumán             | Unión de Rugby de Tucumán                                 |
| Zona Ascenso A 6 equipos   | Alto Valle          | Unión de Rugby del Alto Valle de Río Negro y Neuquén      |
| Zona Ascenso A 6 equipos   | Entre Ríos          | Unión Entrerriana de Rugby                                |
| Zona Ascenso A 6 equipos   | Nordeste            | Unión de Rugby del Nordeste                               |
| Zona Ascenso A 6 equipos   | San Juan            | Unión Sanjuanina de Rugby                                 |
| Zona Ascenso A 6 equipos   | Sur                 | Unión de Rugby del Sur                                    |
| Zona Ascenso A 6 equipos   | Uruguay             | Unión de Rugby del Uruguay                                |
| Zona Ascenso B 6 equipos   | Austral             | Unión de Rugby Austral                                    |
| Zona Ascenso B 6 equipos   | Chubut              | Unión de Rugby del Valle del Chubut                       |
| Zona Ascenso B 6 equipos   | Misiones            | Unión de Rugby de Misiones                                |
| Zona Ascenso B 6 equipos   | Oeste               | Unión de Rugby del Oeste de Buenos Aires                  |
| Zona Ascenso B 6 equipos   | Santiago del Estero | Unión Santiagueña de Rugby                                |
| Zona Ascenso B 6 equipos   | Tierra del Fuego    | Unión de Rugby de Tierra del Fuego                        |
| Zona Desarrollo 10 equipos | Chile               | Federación de Rugby de Chile                              |
| Zona Desarrollo 10 equipos | Centro              | Unión de Rugby del Centro de la Provincia de Buenos Aires |
| Zona Desarrollo 10 equipos | Formosa             | Unión de Rugby de Formosa                                 |
| Zona Desarrollo 10 equipos | Invitación XV       | Unión Argentina de Rugby/Unión Cordobesa de Rugby         |
| Zona Desarrollo 10 equipos | Jujuy               | Unión Jujeña de Rugby                                     |
| Zona Desarrollo 10 equipos | La Rioja            | Unión Riojana de Rugby                                    |
| Zona Desarrollo 10 equipos | Lagos del Sur       | Unión de Rugby de los Lagos del Sur                       |
| Zona Desarrollo 10 equipos | Paraguay            | Unión de Rugby del Paraguay                               |
| Zona Desarrollo 10 equipos | San Luis            | Unión de Rugby San Luis                                   |
| Zona Desarrollo 10 equipos | Venezuela           | Federación Venezolana de Rugby                            |

En cursiva los seleccionados internacionales invitados.
Invitación XV, también conocido como "Pumitas del Interior", fue un combinado argentino de desarrollo, integrado por jugadores juveniles cordobeses con el objetivo de ampliar la base del seleccionado argentino juvenil.

## Formato
Los treinta equipos participantes fueron divididos en cuatro categorías: Zona Campeonato, Zona Ascenso A, Zona Ascenso B y Zona Desarrollo.
Zona Campeonato
La Zona Campeonato estuvo compuesta por ocho equipos y se resolvió a través de un formato de eliminación directa a tres rondas para definir al campeón de la temporada. Los equipos eliminados continuaron su campaña disputando encuentros contra otros equipos eliminados para definir sus posiciones finales en el torneo. Los perdedores del partido por el 7° puesto descendieron a la Zona Ascenso A de la siguiente temporada.
Zona Ascenso A, Ascenso B y Desarrollo
Las zonas Ascenso A y B estuvieron compuestas por seis equipos cada una, mientras que la Zona Desarrollo estuvo compuesta por diez equipos. Todas las zonas se resolvieron con un formato similar al sistema de todos contra todos, con cada equipo disputando tres encuentros contra otros equipos de su zona. Los ganadores de cada zona ascendieron a su respectiva zona superior de la siguiente temporada, mientras que los últimos descendieron a la zona inferior.

## Zona Campeonato
|  | Cuartos de final | Cuartos de final | Cuartos de final |              |         | Semifinales   | Semifinales   | Semifinales   |  |      | Final         | Final         | Final         |  |
|  | 25 de octubre    | 25 de octubre    | 25 de octubre    |              |         | 27 de octubre | 27 de octubre | 27 de octubre |  |      | 29 de octubre | 29 de octubre | 29 de octubre |  |
|  |                  |                  |                  |              |         |               |               |               |  |      |               |               |               |  |
|  |                  |                  |                  |              |         |               |               |               |  |      |               |               |               |  |
|  | Cuyo             | Cuyo             | 43               |              |         |               |               |               |  |      |               |               |               |  |
|  | Cuyo             | Cuyo             | 43               |              |         |               |               |               |  |      |               |               |               |  |
|  | Mar del Plata    | Mar del Plata    | 10               |              |         |               |               |               |  |      |               |               |               |  |
|  | Mar del Plata    | Mar del Plata    | 10               |              | Cuyo    | Cuyo          | 15            |               |  |      |               |               |               |  |
|  |                  |                  |                  |              | Cuyo    | Cuyo          | 15            |               |  |      |               |               |               |  |
|  |                  |                  | Tucumán          | Tucumán      | 10      |               |               |               |  |      |               |               |               |  |
|  | Tucumán          | Tucumán          | Tucumán          | Tucumán      | 10      | 14            |               |               |  |      |               |               |               |  |
|  | Tucumán          | Tucumán          |                  |              |         |               |               |               |  |      |               |               |               |  |
|  | Salta            | Salta            | 8                |              |         |               |               |               |  |      |               |               |               |  |
|  | Salta            | Salta            | 8                |              |         |               |               |               |  | Cuyo | Cuyo          | 11            |               |  |
|  |                  |                  |                  |              |         |               |               |               |  | Cuyo | Cuyo          | 11            |               |  |
|  |                  |                  | Buenos Aires     | Buenos Aires | 22      |               |               |               |  |      |               |               |               |  |
|  | Rosario          | Rosario          | Buenos Aires     | Buenos Aires | 22      | 29            |               |               |  |      |               |               |               |  |
|  | Rosario          | Rosario          |                  |              |         |               |               |               |  |      |               |               |               |  |
|  | Córdoba          | Córdoba          | 33               |              |         |               |               |               |  |      |               |               |               |  |
|  | Córdoba          | Córdoba          | 33               |              | Córdoba | Córdoba       | 0             |               |  |      |               |               |               |  |
|  |                  |                  |                  |              | Córdoba | Córdoba       | 0             |               |  |      |               |               |               |  |
|  |                  |                  | Buenos Aires     | Buenos Aires | 24      |               |               |               |  |      |               |               |               |  |
|  | Buenos Aires     | Buenos Aires     | Buenos Aires     | Buenos Aires | 24      | 36            |               |               |  |      |               |               |               |  |
|  | Buenos Aires     | Buenos Aires     |                  |              |         |               |               |               |  |      |               |               |               |  |
|  | Santa Fe         | Santa Fe         | 27               |              |         |               |               |               |  |      |               |               |               |  |
|  | Santa Fe         | Santa Fe         | 27               |              |         |               |               |               |  |      |               |               |               |  |
|  |                  |                  |                  |              |         |               |               |               |  |      |               |               |               |  |

### Primera fecha
| 25 de octubre | Cuyo | 43 - 10 | Mar del Plata |  |  |
|               |      | Reporte |               |  |  |

| 25 de octubre | Tucumán | 14 - 8  | Salta |  |  |
|               |         | Reporte |       |  |  |

| 25 de octubre | Rosario | 29 - 33 | Córdoba |                                 |                                 |
|               |         | Reporte |         | Árbitro(s): Andrés Ramos (Cuyo) | Árbitro(s): Andrés Ramos (Cuyo) |

| 25 de octubre | Buenos Aires | 36 - 27 | Santa Fe |  |  |
|               |              | Reporte |          |  |  |

### Segunda fecha
Partidos 1.°-4.° puesto
| 27 de octubre | Cuyo | 15 - 10 | Tucumán |                                        |                                        |
|               |      | Reporte |         | Árbitro(s): Raúl Sauro (Mar del Plata) | Árbitro(s): Raúl Sauro (Mar del Plata) |

| 27 de octubre | Córdoba | 0 - 24  | Buenos Aires |                           |                           |
|               |         | Reporte |              | Árbitro(s): Ponce de León | Árbitro(s): Ponce de León |

Partidos 5.°-8.° puesto
| 27 de octubre | Mar del Plata | 13 - 31 | Salta |  |  |
|               |               | Reporte |       |  |  |

| 27 de octubre | Rosario | 29 - 8  | Santa Fe |                             |                             |
|               |         | Reporte |          | Árbitro(s): Federico Cuesta | Árbitro(s): Federico Cuesta |

### Tercera fecha
Final
| 29 de octubre | Cuyo | 11 - 22 | Buenos Aires |                              |                              |
|               |      | Reporte |              | Árbitro(s): Martin Rodríguez | Árbitro(s): Martin Rodríguez |

Partido 3.° puesto
| 29 de octubre | Tucumán | 36 - 13 | Córdoba |                          |                          |
|               |         | Reporte |         | Árbitro(s): Ramos (Cuyo) | Árbitro(s): Ramos (Cuyo) |

Partido 5.° puesto
| 29 de octubre | Salta | 17 - 17 | Rosario |  |  |
|               |       | Reporte |         |  |  |

Partido 7.° puesto
| 29 de octubre | Mar del Plata | 15 - 8  | Santa Fe |                                    |                                    |
|               |               | Reporte |          | Árbitro(s): Cuestas (Buenos Aires) | Árbitro(s): Cuestas (Buenos Aires) |

|                      |
| Campeón Buenos Aires |

## Zona Ascenso A
La Unión de Rugby del Sur se quedó con el ascenso a la Zona Campeonato al definirse el desempate por menor cantidad de tarjetas recibidas. El mismo criterio se utilizó para definir al descenso a la Zona Ascenso B.
| Pos. | Equipos    | Partidos | Partidos | Partidos | Tantos | Tantos | Tantos | Pts. |
| Pos. | Equipos    | G        | E        | P        | PF     | PC     | DP     | Pts. |
| ---- | ---------- | -------- | -------- | -------- | ------ | ------ | ------ | ---- |
| 1.°  | Sur        | 2        | 0        | 1        | 42     | 39     | +3     | 4    |
| 2.°  | Uruguay    | 2        | 0        | 1        | 55     | 46     | +9     | 4    |
| 3.°  | Entre Ríos | 2        | 0        | 1        | 77     | 57     | +20    | 4    |
| 4.°  | Nordeste   | 1        | 0        | 2        | 40     | 56     | -16    | 2    |
| 5.°  | San Juan   | 1        | 0        | 2        | 47     | 66     | -19    | 2    |
| 6.°  | Alto Valle | 1        | 0        | 2        | 49     | 46     | +3     | 2    |

|  | Asciende a Zona Campeonato 2006 |
|  | Desciende a Zona Ascenso B 2006 |

Primera fecha
| 25 de octubre | San Juan | 13 - 30 | Entre Ríos |  |  |
|               |          | Reporte |            |  |  |

| 25 de octubre | Sur | 6 - 10  | Nordeste |  |  |
|               |     | Reporte |          |  |  |

| 25 de octubre | Alto Valle | 18 - 20 | Uruguay |  |  |
|               |            | Reporte |         |  |  |

Segunda fecha
| 27 de octubre | Entre Ríos | 30 - 19 | Nordeste |  |  |
|               |            | Reporte |          |  |  |

| 27 de octubre | Sur | 11 - 10 | Uruguay |  |  |
|               |     | Reporte |         |  |  |

| 27 de octubre | San Juan | 15 - 11 | Alto Valle |  |  |
|               |          | Reporte |            |  |  |

Tercera fecha
| 29 de octubre | Sur | 25 - 19 | San Juan |  |  |
|               |     | Reporte |          |  |  |

| 29 de octubre | Uruguay | 25 - 17 | Entre Ríos |  |  |
|               |         | Reporte |            |  |  |

| 29 de octubre | Nordeste | 11 - 20 | Alto Valle |  |  |
|               |          | Reporte |            |  |  |

|                            |
| Sur Campeón Zona Ascenso A |

## Zona Ascenso B
| Pos. | Equipos          | Partidos | Partidos | Partidos | Tantos | Tantos | Tantos | Pts. |
| Pos. | Equipos          | G        | E        | P        | PF     | PC     | DP     | Pts. |
| ---- | ---------------- | -------- | -------- | -------- | ------ | ------ | ------ | ---- |
| 1.°  | Austral          | 3        | 0        | 0        | 57     | 33     | +24    | 6    |
| 2.°  | Oeste            | 2        | 0        | 1        | 69     | 50     | +19    | 4    |
| 3.°  | Sgo. del Estero  | 2        | 0        | 1        | 96     | 53     | +43    | 4    |
| 4.°  | Chubut           | 1        | 0        | 2        | 57     | 60     | -3     | 2    |
| 5.°  | Misiones         | 1        | 0        | 2        | 38     | 65     | -27    | 2    |
| 6.°  | Tierra del Fuego | 0        | 0        | 3        | 25     | 81     | -56    | 0    |

|  | Asciende a Zona Ascenso A 2006   |
|  | Desciende a Zona Desarrollo 2006 |

Primera fecha
| 25 de octubre | Santiago del Estero | 32 - 21 | Chubut |  |  |
|               |                     | Reporte |        |  |  |

| 25 de octubre | Austral | 17 - 15 | Oeste |  |  |
|               |         | Reporte |       |  |  |

| 25 de octubre | Misiones | 20 - 10 | Tierra del Fuego |  |  |
|               |          | Reporte |                  |  |  |

Segunda fecha
| 27 de octubre | Tierra del Fuego | 5 - 39  | Santiago del Estero |  |  |
|               |                  | Reporte |                     |  |  |

| 27 de octubre | Misiones | 8 - 27  | Oeste |  |  |
|               |          | Reporte |       |  |  |

| 27 de octubre | Chubut | 8 - 18  | Austral |  |  |
|               |        | Reporte |         |  |  |

Tercera fecha
| 29 de octubre | Santiago del Estero | 25 - 27 | Oeste |  |  |
|               |                     | Reporte |       |  |  |

| 29 de octubre | Misiones | 10 - 28 | Chubut |  |  |
|               |          | Reporte |        |  |  |

| 29 de octubre | Austral | 22 - 10 | Tierra del Fuego |  |  |
|               |         | Reporte |                  |  |  |

|                                |
| Austral Campeón Zona Ascenso B |

## Zona Desarrollo
| Pos. | Equipos       | Partidos | Partidos | Partidos | Tantos | Tantos | Tantos | Pts. |
| Pos. | Equipos       | G        | E        | P        | PF     | PC     | DP     | Pts. |
| ---- | ------------- | -------- | -------- | -------- | ------ | ------ | ------ | ---- |
| 1.°  | Invitación XV | 3        | 0        | 0        | 136    | 15     | +121   | 6    |
| 2.°  | Lagos del Sur | 3        | 0        | 0        | 130    | 26     | +104   | 6    |
| 3.°  | Chile         | 2        | 0        | 1        | 136    | 27     | +109   | 4    |
| 4.°  | Centro        | 2        | 0        | 1        | 56     | 49     | +7     | 4    |
| 5.°  | Jujuy         | 2        | 0        | 1        | 123    | 37     | +86    | 4    |
| 6.°  | Formosa       | 1        | 0        | 2        | 95     | 72     | +23    | 2    |
| 7.°  | San Luis      | 1        | 0        | 2        | 56     | 101    | -45    | 2    |
| 8.°  | Paraguay      | 1        | 0        | 2        | 60     | 91     | -31    | 2    |
| 9.°  | La Rioja      | 1        | 0        | 2        | 24     | 199    | -175   | 2    |
| 10.° | Venezuela     | 0        | 0        | 3        | 8      | 207    | -199   | 0    |

|  | Campeón Zona Desarrollo        |
|  | Asciende a Zona Ascenso B 2006 |

Primera fecha
| 25 de octubre | Invitación XV | 45 - 3  | Paraguay |  |  |
|               |               | Reporte |          |  |  |

| 25 de octubre | Jujuy | 99 - 0  | La Rioja |  |  |
|               |       | Reporte |          |  |  |

| 25 de octubre | Lagos del Sur | 52 - 17 | Formosa |  |  |
|               |               | Reporte |         |  |  |

| 25 de octubre | Chile | 81 - 5  | Venezuela |  |  |
|               |       | Reporte |           |  |  |

| 25 de octubre | San Luis | 17 - 24 | Centro |  |  |
|               |          | Reporte |        |  |  |

Segunda fecha
| 27 de octubre | San Luis | 39 - 24 | La Rioja |  |  |
|               |          | Reporte |          |  |  |

| 27 de octubre | Chile | 43 - 5  | Paraguay |  |  |
|               |       | Reporte |          |  |  |

| 27 de octubre | Invitación XV | 74 - 0  | Venezuela |  |  |
|               |               | Reporte |           |  |  |

| 27 de octubre | Jujuy | 9 - 25  | Lagos del Sur |  |  |
|               |       | Reporte |               |  |  |

| 27 de octubre | Formosa | 17 - 20 | Centro |  |  |
|               |         | Reporte |        |  |  |

Tercera fecha
| 29 de octubre | Jujuy | 15 - 12 | Centro |  |  |
|               |       | Reporte |        |  |  |

| 29 de octubre | Lagos del Sur | 53 - 0  | San Luis |  |  |
|               |               | Reporte |          |  |  |

| 29 de octubre | Chile | 12 - 17 | Invitación XV |  |  |
|               |       | Reporte |               |  |  |

| 29 de octubre | Paraguay | 52 - 3  | Venezuela |  |  |
|               |          | Reporte |           |  |  |

| 29 de octubre | Formosa | 61 - 0  | La Rioja |  |  |
|               |         | Reporte |          |  |  |

| Bandera de Argentina                  |
| Invitación XV Campeón Zona Desarrollo |